# Unione Sportiva Salernitana 1963-1964
Questa pagina raccoglie i dati riguardanti l'Unione Sportiva Salernitana nelle competizioni ufficiali della stagione 1963-1964.

## Stagione
Il presidente Gagliardi, prima che inizi la stagione, decide di lasciare la società, e ciò porta nell'arco della stagione a cambiare tre commissari straordinari: Antonio D'Amico, Osvaldo Di Giuseppe e infine Michele Scozia, assessore allo sport del comune di Salerno.
Rudy Hiden è l'allenatore scelto da Di Giuseppe allo scopo di condurre la squadra, allestita attraverso notevoli problematiche economiche, verso una tranquilla salvezza.
Le prime due gare di campionato vengono giocate in campo neutro a causa della squalifica dello stadio Vestuti risalente alla stagione precedente, ma nonostante ciò la partenza per la squadra campana è buona, e numerosi risultati utili vengono conquistati per tutto il girone di andata.
Nella prima gara interna del girone di ritorno, un'invasione di campo di sette spettatori allo scopo di rincorrere l'arbitro Rostagno che però riuscirà a scamparla, costerà cara ai salernitani: infatti nonostante la disapprovazione sugli spalti da parte della maggioranza dei tifosi nei confronti dell'invasione di campo, la squadra guidata da Hiden subisce una sconfitta a tavolino e una squalifica del campo per 4 giornate. L'episodio, verificatosi a due minuti dal termine della sfida in casa contro l'Ascoli avanti di due reti a uno sui granata, segnerà per questi ultimi una svolta tutta in negativo facendoli precipitare in classifica, per poi risalire allorquando ritorna la disponibilità delle mura amiche, che porterà i salernitani ad ottenere cinque vittorie nelle ultime sette gare, che gli garantiranno un sesto posto finale.

## Divise
La maglia della Salernitana 1963-1964.
| Casa |

## Organigramma societario
Fonte
Area direttiva
- Commissario straordinario: Antonio D'Amico, dal 1/11/1963 Osvaldo Di Giuseppe, dal 2/02/1964 Michele Scozia
- Segretario: Bruno Somma

Area tecnica
- Allenatore: Rodolphe Hiden
- Allenatore in seconda: Mario Saracino
- Magazziniere: Pasquale Sammarco

Area sanitaria
- Medico Sociale: William Rossi
- Massaggiatore: Alberto Fresa

## Rosa
Fonte
| N. |                   | Ruolo | Calciatore           |
| -- | ----------------- | ----- | -------------------- |
|    | Italia (bandiera) | P     | Franco Pezzullo      |
|    | Italia (bandiera) | P     | Giuseppe Rossi       |
|    | Italia (bandiera) | D     | Gianni Fermi         |
|    | Italia (bandiera) | D     | Silvano Scarnicci    |
|    | Italia (bandiera) | D     | Gaetano Vergazzola   |
|    | Italia (bandiera) | D     | Aldo Volpe           |
|    | Italia (bandiera) | C     | Alfonso Barone       |
|    | Italia (bandiera) | C     | Francesco Carotenuto |
|    | Italia (bandiera) | C     | Luigi Gigante        |
|    | Italia (bandiera) | C     | Enrico Mastrojanni   |
|    | Italia (bandiera) | C     | Bruno Pagliara       |

| N. |                   | Ruolo | Calciatore        |
| -- | ----------------- | ----- | ----------------- |
|    | Italia (bandiera) | C     | Sergio Rodaro     |
|    | Italia (bandiera) | C     | Pasquale Romano   |
|    | Italia (bandiera) | C     | Mario Rossi       |
|    | Italia (bandiera) | C     | Mario Voltolina   |
|    | Italia (bandiera) | A     | Giuseppe Adduci   |
|    | Italia (bandiera) | A     | Bruno Graziani    |
|    | Italia (bandiera) | A     | Bruno Nastri      |
|    | Italia (bandiera) | A     | Alessandro Nedi   |
|    | Italia (bandiera) | A     | Gerardo Palmieri  |
|    | Italia (bandiera) | A     | Oliviero Visentin |

## Risultati

### Serie C

#### Girone di andata
| Castellammare di Stabia 22 settembre 1963 1ª giornata | Salernitana | 1 – 0 Campo neutro referto | Casertana | Stadio San Marco |
| \| \| \| \| \| Palmieri 44’ \| Marcatori \| \|        |             |                            |           |                  |
|                                                       |             |                            |           |                  |
| Palmieri 44’                                          | Marcatori   |                            |           |                  |

| Ascoli Piceno 29 settembre 1963 2ª giornata                   | Del Duca Ascoli | 3 – 0 referto | Salernitana | Stadio Cino e Lillo Del Duca |
| \| \| \| \| \| Cavazzoni 42’, 71’ Cori 51’ \| Marcatori \| \| |                 |               |             |                              |
|                                                               |                 |               |             |                              |
| Cavazzoni 42’, 71’ Cori 51’                                   | Marcatori       |               |             |                              |

| Benevento 6 ottobre 1963 3ª giornata                      | Salernitana | 2 – 0 Campo neutro referto | Trapani | Stadio Gennaro Meomartini |
| \| \| \| \| \| Rodaro 15’ M. Rossi 60’ \| Marcatori \| \| |             |                            |         |                           |
|                                                           |             |                            |         |                           |
| Rodaro 15’ M. Rossi 60’                                   | Marcatori   |                            |         |                           |

| Salerno 13 ottobre 1963 4ª giornata                       | Salernitana | 1 – 1 referto | Siracusa | Stadio Donato Vestuti |
| \| \| \| \| \| Voltolina 85’ \| Marcatori \| 79’ Testa \| |             |               |          |                       |
|                                                           |             |               |          |                       |
| Voltolina 85’                                             | Marcatori   | 79’ Testa     |          |                       |

| Reggio Calabria 20 ottobre 1963 5ª giornata    | Reggina   | 1 – 0 referto | Salernitana | Stadio Comunale |
| \| \| \| \| \| Valsecchi 6’ \| Marcatori \| \| |           |               |             |                 |
|                                                |           |               |             |                 |
| Valsecchi 6’                                   | Marcatori |               |             |                 |

| Salerno 27 ottobre 1963 6ª giornata            | Salernitana | 1 – 0 referto | Tevere Roma | Stadio Donato Vestuti |
| \| \| \| \| \| Visentin 74’ \| Marcatori \| \| |             |               |             |                       |
|                                                |             |               |             |                       |
| Visentin 74’                                   | Marcatori   |               |             |                       |

| Agrigento 3 novembre 1963 7ª giornata                     | Akragas   | 2 – 0 referto | Salernitana | Stadio Esseneto |
| \| \| \| \| \| Spoletini 18’ Tassi 80’ \| Marcatori \| \| |           |               |             |                 |
|                                                           |           |               |             |                 |
| Spoletini 18’ Tassi 80’                                   | Marcatori |               |             |                 |

| Marsala 10 novembre 1963 8ª giornata | Marsala | 0 – 2 A tavolino referto | Salernitana | Stadio Antonino Lombardo Angotta |

| Salerno 17 novembre 1963 9ª giornata         | Salernitana | 1 – 0 referto | Lecce | Stadio Donato Vestuti |
| \| \| \| \| \| Nastri 35’ \| Marcatori \| \| |             |               |       |                       |
|                                              |             |               |       |                       |
| Nastri 35’                                   | Marcatori   |               |       |                       |

| Chieti 24 novembre 1963 10ª giornata                      | Chieti    | 1 – 1 referto | Salernitana | Stadio della Civitella |
| \| \| \| \| \| Paradiso 56’ \| Marcatori \| 78’ Nastri \| |           |               |             |                        |
|                                                           |           |               |             |                        |
| Paradiso 56’                                              | Marcatori | 78’ Nastri    |             |                        |

| Bisceglie 1º dicembre 1963 11ª giornata         | Bisceglie | 1 – 0 referto | Salernitana | Stadio Comunale |
| \| \| \| \| \| Gregorini 76’ \| Marcatori \| \| |           |               |             |                 |
|                                                 |           |               |             |                 |
| Gregorini 76’                                   | Marcatori |               |             |                 |

| Salerno 8 dicembre 1963 12ª giornata | Salernitana | 0 – 0 referto | Maceratese | Stadio Donato Vestuti |

| Salerno 15 dicembre 1963 13ª giornata      | Salernitana | 1 – 0 referto | Pescara | Stadio Donato Vestuti |
| \| \| \| \| \| Nedi 60’ \| Marcatori \| \| |             |               |         |                       |
|                                            |             |               |         |                       |
| Nedi 60’                                   | Marcatori   |               |         |                       |

| Taranto 22 dicembre 1963 14ª giornata | Taranto | 0 – 0 referto | Salernitana | Stadio Valentino Mazzola |

| Salerno 29 dicembre 1963 15ª giornata | Salernitana | 0 – 0 referto | L'Aquila | Stadio Donato Vestuti |

| Trani 6 gennaio 1964 16ª giornata                                              | Trani     | 2 – 1 referto | Salernitana | Stadio Comunale |
| \| \| \| \| \| Guardavaccaro 38’ Bazzarini 60’ \| Marcatori \| 40’ Visentin \| |           |               |             |                 |
|                                                                                |           |               |             |                 |
| Guardavaccaro 38’ Bazzarini 60’                                                | Marcatori | 40’ Visentin  |             |                 |

| Salerno 12 gennaio 1964 17ª giornata                                                 | Salernitana | 3 – 1 referto       | Sambenedettese | Stadio Donato Vestuti |
| \| \| \| \| \| Rodaro 64’ Visentin 84’, 90+1’ \| Marcatori \| 90’ (rig.) Olivieri \| |             |                     |                |                       |
|                                                                                      |             |                     |                |                       |
| Rodaro 64’ Visentin 84’, 90+1’                                                       | Marcatori   | 90’ (rig.) Olivieri |                |                       |

#### Girone di ritorno
| Caserta 19 gennaio 1964 18ª giornata | Casertana | 0 – 0 referto | Salernitana | Stadio Alberto Pinto |

| Salerno 26 gennaio 1964 19ª giornata | Salernitana | 0 – 2 A tavolino referto | Del Duca Ascoli | Stadio Donato Vestuti |

| Trapani 2 febbraio 1964 20ª giornata          | Trapani   | 1 – 0 referto | Salernitana | Stadio Polisportivo Provinciale |
| \| \| \| \| \| Barbato 85’ \| Marcatori \| \| |           |               |             |                                 |
|                                               |           |               |             |                                 |
| Barbato 85’                                   | Marcatori |               |             |                                 |

| Siracusa 9 febbraio 1964 21ª giornata | Siracusa | 0 – 0 referto | Salernitana | Stadio Comunale |

| Bari 16 febbraio 1964 22ª giornata                                                                 | Salernitana | 2 – 3 Campo neutro referto           | Reggina | Stadio della Vittoria |
| \| \| \| \| \| Vergazzola 81’ Palmieri 89’ \| Marcatori \| 5’ Costariol 51’ Barbetta 64’ Alaimo \| |             |                                      |         |                       |
| |             |                                      |         |                       |
| Vergazzola 81’ Palmieri 89’                                                                        | Marcatori   | 5’ Costariol 51’ Barbetta 64’ Alaimo |         |                       |

| Roma 22 febbraio 1964 23ª giornata | Tevere Roma | 0 – 0 referto | Salernitana |  |

| Napoli 1º marzo 1964 24ª giornata          | Salernitana | 1 – 0 Campo neutro referto | Akragas | Stadio San Paolo |
| \| \| \| \| \| Nedi 19’ \| Marcatori \| \| |             |                            |         |                  |
|                                            |             |                            |         |                  |
| Nedi 19’                                   | Marcatori   |                            |         |                  |

| Catanzaro 15 marzo 1964 25ª giornata | Salernitana | 0 – 0 Campo neutro referto | Marsala | Stadio Comunale |

| Lecce 22 marzo 1964 26ª giornata                      | Lecce     | 2 – 0 referto | Salernitana | Stadio Carlo Pranzo |
| \| \| \| \| \| Ciabattari 48’, 62’ \| Marcatori \| \| |           |               |             |                     |
|                                                       |           |               |             |                     |
| Ciabattari 48’, 62’                                   | Marcatori |               |             |                     |

| Foggia 30 marzo 1964 27ª giornata                        | Salernitana | 0 – 2 Campo neutro referto | Chieti | Stadio Pino Zaccheria |
| \| \| \| \| \| \| Marcatori \| 25’ Palma 36’ Paradiso \| |             |                            |        |                       |
|                                                          |             |                            |        |                       |
|                                                          | Marcatori   | 25’ Palma 36’ Paradiso     |        |                       |

| Salerno 5 aprile 1964 28ª giornata                                             | Salernitana | 2 – 1 referto | Bisceglie | Stadio Donato Vestuti |
| \| \| \| \| \| Rodaro 40’ Vergazzola 66’ (rig.) \| Marcatori \| 85’ Vallone \| |             |               |           |                       |
|                                                                                |             |               |           |                       |
| Rodaro 40’ Vergazzola 66’ (rig.)                                               | Marcatori   | 85’ Vallone   |           |                       |

| Macerata 12 aprile 1964 29ª giornata           | Maceratese | 1 – 0 referto | Salernitana | Stadio della Vittoria |
| \| \| \| \| \| Mazzanti 61’ \| Marcatori \| \| |            |               |             |                       |
|                                                |            |               |             |                       |
| Mazzanti 61’                                   | Marcatori  |               |             |                       |

| Pescara 19 aprile 1964 30ª giornata                                      | Pescara   | 1 – 2 referto         | Salernitana | Stadio Adriatico |
| \| \| \| \| \| Pieri 52’ (rig.) \| Marcatori \| 37’ Rodaro 73’ Nastri \| |           |                       |             |                  |
|                                                                          |           |                       |             |                  |
| Pieri 52’ (rig.)                                                         | Marcatori | 37’ Rodaro 73’ Nastri |             |                  |

| Salerno 3 maggio 1964 31ª giornata             | Salernitana | 1 – 0 referto | Taranto | Stadio Donato Vestuti |
| \| \| \| \| \| Visentin 53’ \| Marcatori \| \| |             |               |         |                       |
|                                                |             |               |         |                       |
| Visentin 53’                                   | Marcatori   |               |         |                       |

| L'Aquila 10 maggio 1964 32ª giornata         | L'Aquila  | 0 – 1 referto | Salernitana | Stadio Tommaso Fattori |
| \| \| \| \| \| \| Marcatori \| 79’ Rodaro \| |           |               |             |                        |
|                                              |           |               |             |                        |
|                                              | Marcatori | 79’ Rodaro    |             |                        |

| Salerno 17 maggio 1964 33ª giornata            | Salernitana | 1 – 0 referto | Trani | Stadio Donato Vestuti |
| \| \| \| \| \| Visentin 28’ \| Marcatori \| \| |             |               |       |                       |
|                                                |             |               |       |                       |
| Visentin 28’                                   | Marcatori   |               |       |                       |

| San Benedetto del Tronto 24 maggio 1964 34ª giornata | Sambenedettese | 0 – 0 referto | Salernitana | Stadio Comunale |

## Statistiche

### Statistiche di squadra
| Competizione | Punti | In casa | In casa | In casa | In casa | In casa | In casa | In trasferta | In trasferta | In trasferta | In trasferta | In trasferta | In trasferta | Totale | Totale | Totale | Totale | Totale | Totale | DR |
| Competizione | Punti | G       | V       | N       | P       | Gf      | Gs      | G            | V            | N            | P            | Gf           | Gs           | G      | V      | N      | P      | Gf     | Gs     | DR |
| ------------ | ----- | ------- | ------- | ------- | ------- | ------- | ------- | ------------ | ------------ | ------------ | ------------ | ------------ | ------------ | ------ | ------ | ------ | ------ | ------ | ------ | -- |
| Serie C      | 36    | 17      | 10      | 4       | 3       | 17      | 10      | 17           | 3            | 6            | 8            | 7            | 15           | 34     | 13     | 10     | 11     | 24     | 25     | -1 |

### Andamento in campionato
| Giornata  | 1 | 2 | 3 | 4 | 5 | 6 | 7 | 8 | 9 | 10 | 11 | 12 | 13 | 14 | 15 | 16 | 17 | 18 | 19 | 20 | 21 | 22 | 23 | 24 | 25 | 26 | 27 | 28 | 29 | 30 | 31 | 32 | 33 | 34 |
| --------- | - | - | - | - | - | - | - | - | - | -- | -- | -- | -- | -- | -- | -- | -- | -- | -- | -- | -- | -- | -- | -- | -- | -- | -- | -- | -- | -- | -- | -- | -- | -- |
| Luogo     | N | T | N | C | T | C | T | T | C | T  | T  | C  | C  | T  | C  | T  | C  | T  | C  | T  | T  | N  | T  | N  | N  | T  | N  | C  | T  | T  | C  | T  | C  | T  |
| Risultato | V | P | V | N | P | V | P | V | V | N  | P  | N  | V  | N  | N  | P  | V  | N  | P  | P  | N  | P  | N  | V  | N  | P  | P  | V  | P  | V  | V  | V  | V  | N  |

Legenda:

Luogo: N = Campo neutro; C = Casa; T = Trasferta. Risultato: V = Vittoria; N = Pareggio; P = Sconfitta.

### Statistiche dei giocatori
Fonte
| Giocatore      | Serie C  | Serie C | Serie C     | Serie C    |
| Giocatore      | Presenze | Reti    | Ammonizioni | Espulsioni |
| -------------- | -------- | ------- | ----------- | ---------- |
| G. Adducci     | 12       | 0       | ?           | ?          |
| A. Barone      | 6        | 0       | ?           | ?          |
| F. Carotenuto  | 5        | 0       | ?           | ?          |
| G. Fermi       | 24       | 0       | ?           | ?          |
| L. Gigante     | 18       | 0       | ?           | ?          |
| B. Graziani    | 11       | 0       | ?           | ?          |
| E. Mastrojanni | 23       | 0       | ?           | ?          |
| B. Nastri      | 29       | 3       | ?           | ?          |
| A. Nedi        | 19       | 2       | ?           | ?          |
| B. Pagliara    | 0        | 0       | 0           | 0          |
| G. Palmieri    | 14       | 2       | ?           | ?          |
| F. Pezzullo    | 31       | -22     | ?           | ?          |
| S. Rodaro      | 32       | 5       | ?           | ?          |
| P. Romano      | 4        | 0       | ?           | ?          |
| G. Rossi       | 3        | -1      | ?           | ?          |
| M. Rossi       | 21       | 1       | ?           | ?          |
| S. Scarnicci   | 33       | 0       | ?           | ?          |
| G. Vergazzola  | 28       | 2       | ?           | ?          |
| O. Visentin    | 25       | 6       | ?           | ?          |
| A. Volpe       | 2        | 0       | ?           | ?          |
| M. Voltolina   | 34       | 1       | ?           | ?          |